# Caso Marta Ofelia Stutz
Marta Ofelia Stutz (ciudad de Córdoba, 12 de abril de 1929 - ciudad de Córdoba, 19 de noviembre de 1938), "Martha" o "Martita" (como la mencionaban los diarios de la época) fue protagonista de uno de los casos policiales más resonantes de la capital cordobesa.
La niña desapareció el día sábado 19 de noviembre de 1938, durante el transcurso de la mañana. Salió desde su domicilio en Galán 323, Pueblo San Martin, ciudad de Córdoba para comprar la revista infantil Billiken. Luego de adquirir la revista en el puesto de revistas atendido por Manuel Cardozo en la Avenida Castro Barro casi esquina Brandsen, aproximadamente a las 11.30 horas, ya no se tuvo noticias de su paradero. Denunciada su desaparición por su padre, ese mismo día en la seccional 9 de policía, a metros del puesto de revistas, fue objeto de una intensa búsqueda.
La línea investigativa principal se centró en la figura de Antonio Suarez Zabala, perito agrónomo (que se presentaba como ingeniero) y que ejercía como visitador médico. Según diversos testimonios, habría estado rondando las inmediaciones del lugar donde se vio por última vez a la niña con vida. Fue fundamental el testimonio de una prostituta, quien afirmó que él intento convencerla de conseguirle una niña de no más de 12 años. A causa de ello, fue tildado como "el vampiro de Córdoba" por los diarios de la época.
Terminada la etapa sumarial el 19 de abril de 1939, el sospechoso fue llevado a juicio por los cargos de rapto y violación, siendo condenado a 17 años de prisión por proxeneta. El tribunal de casación se pronunció dos años después, en enero de 1943, haciendo atrás la sentencia, liberándolo por falta de méritos.

## Biografía
Marta Ofelia Stutz era una niña oriunda de la ciudad de Córdoba. Nacida el 29 de abril de 1929. Al momento de su desaparición tenía 9 años. 
Su padre era Arnoldo Stutz, uruguayo, hijo de padre suizo y madre uruguaya, recibido de contador público en la escuela de comercio Jerónimo Luis de Cabrera, se desempeñaba al frente de la jefatura contable de la firma José Minetti. En 1925 se casó con quien sería la madre de Martita, Eudora Ofelia Ceballos, "Lola", originaria de Villa María, Córdoba. Tenía dos hermanos, Jorge, de 11 años, y Susana, con 3 años.
La familia residía al momento de la desaparición de la niña, en José María Galán 323, en Barrio Pueblo San Martin, muy cerca de donde se encontraba la penitenciaria San Martin, inaugurada el 3 de enero de 1895 y cerrada el 22 de abril de 2015.

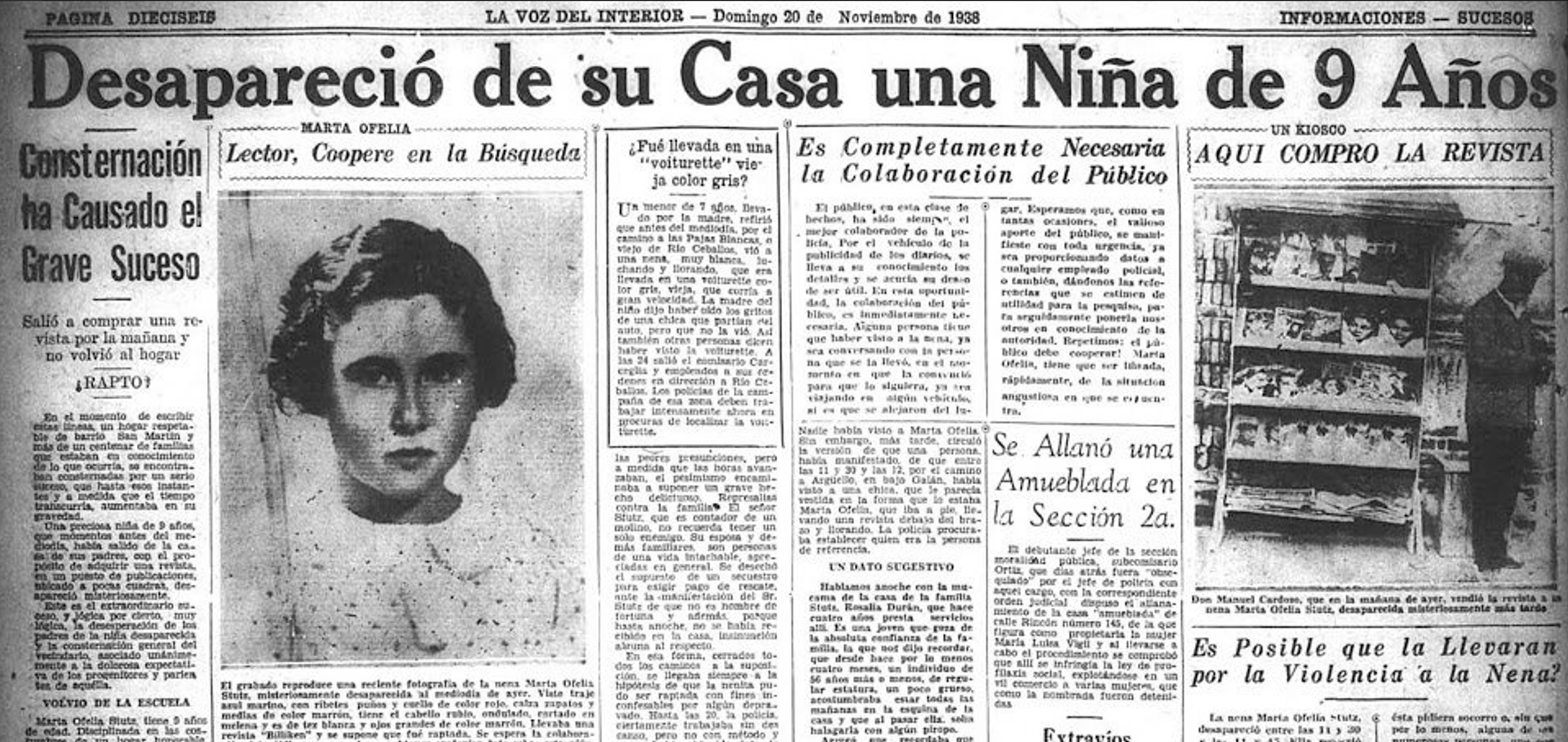
Portada diario La voz del Interior - 20 Nov. 1938

## La desaparición

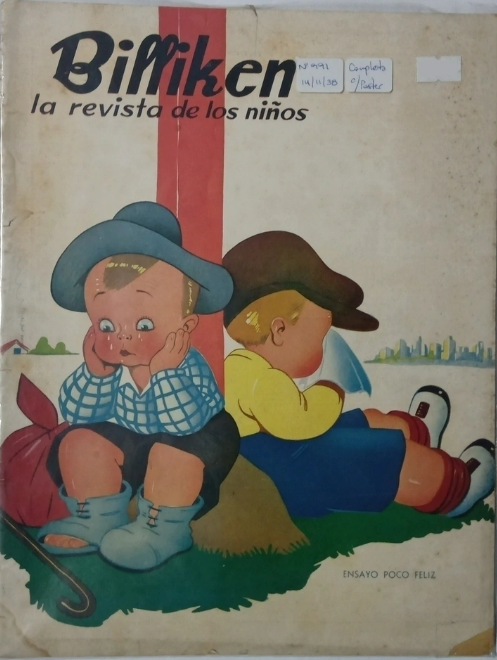
Revista Billiken #991 que salió a la venta el 14 de noviembre de 1938. Esta es la revista que fue a comprar la niña Marta Ofelia Stutz

El día de su desaparición, Martita regresó, aproximadamente a las 11:00 horas. del acto escolar, con el que culminaba su último día de clase cursando el segundo grado de primaria en la Escuela Normal Alejandro Carbó, siendo promovida al grado siguiente, con notas sobresalientes, según reseña el periódico local La Voz del Interior. Veinte minutos después, luego del permiso de su mamá y munida con una moneda de 20 centavos se dirigió hasta el puesto de revistas ubicado en bulevar Castro Barros esquina Brandsen, al frente de lo que sería la escuela Hipólito Irigoyen, en construcción por esos días. En dicho puesto fue atendida por Manuel Cardozo, última persona que la vio con vida
El puestero de diarios asegura que una vez comprada la revista, se dirigió entre medio del gentío que esperaba la llegada del gobernador Sabattini, quien habría de sumarse a la tradicional "mojada de techo", en dirección norte, por el bulevar. Poco tiempo después, llega al mismo puesto, Jorge, hermano de Marta Ofelia, a preguntar por la menor. Al regresar a su casa y dar la novedad a la madre de que la niña luego de comprar la revista se dirigió en dirección a su casa, y al haber revisado en domicilios vecinos con saldo negativo, cunde la alarma. La madre, junto a varios vecinos, y posteriormente, el padre, al llegar de su trabajo, revisan la zona, buscan en casa de conocidos, cubren el trecho desde y hacia el puesto de revistas y al no producirse novedad alguna, el padre se dirige junto con un familiar a la comisaría N° 9 para radicar la denuncia por la desaparición de la menor. 
Al momento de su desaparición la menor, de 1 metro 40 cm de altura, tez blanca, cabellos ondulados de color castaño y ojos marrones, vestía un trajecito de color azul marino, con cuello y puños rojos, moño blanco en el cabello, zapatos marrones y medias 3/4 de color beige.

## La denuncia policial y la cobertura de los medios
Personal policial de la sección N° 9 recibió la denuncia de parte del padre de la menor. La comisaría se encuentra ubicada a pocos metros del puesto de revistas donde fue vista por última vez la menor. Junto a la división investigaciones comienzan en forma temprana a dirigir las pesquisas con el objeto de encontrar a la menor desaparecida. Paralelamente Arnoldo Stutz, padre de la menor, en compañía de un vecino, se dirige a las redacciones de los periódicos locales para informar sobre la búsqueda de la niña. Como así también a las radios locales LV2 y LV3. Al día siguiente los diarios principales de Córdoba darían especial cobertura a la desaparición de Marta. La Voz del Interior titula: Desapareció de su casa una menor de 9 años. Consternación ha causado el grave suceso. Salió a comprar una revista por la mañana y no volvió a su hogar. ¡Rapto!
El periódico, también local, Los Principios titula en su edición del día lunes 21 de noviembre : Permanece en el más completo misterio la desaparición de la niña Marta Ofelia Stutz. Son varias las pistas Seguidas.
Las noticias sobre la desaparición de la menor no solo concentró la atención de los medios locales. Diversas publicaciones nacionales siguieron de cerca el caso. Los diarios Crítica, La Nación, La Prensa y la revista Caras y Caretas, entre otros, informaban las novedades del caso.

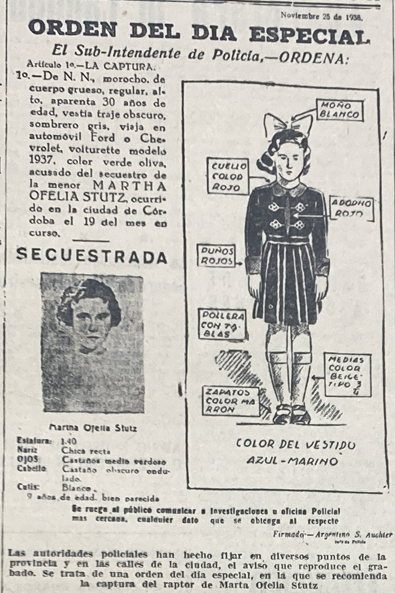
Imagen publicada en el diario Los Principios

## La investigación policial
Desde el comienzo de las investigaciones existieron 3 líneas o teorías que fueron seguidas por la policía: el secuestro extorsivo. Una venganza personal. El abuso sexual. 
Se recibieron muchos avisos anónimos dando cuenta de que tenían a la niña y que la devolverían luego del pago de un rescate. Y en ese sentido, tanto la madre como el padre dieron aviso que aunque no poseían grandes bienes ni dinero, pagarían el rescate. Al mismo tiempo, una de las primeras acciones policiales fue investigar a la familia, al círculo de amistades y los vecinos en búsqueda de alguna enemistad que pudiera ser el motor de la desaparición de la menor. Sin embargo, por los testigos que aparecieron tempranamente, las informaciones recogidas, y el rompecabezas que se fue armando lentamente, la teoría de que Marta había sido víctima de un depravado que la había secuestrado con la idea del abuso, fue cobrando fuerzas. 

#### El secuestro extorsivo
En línea con la idea del secuestro extorsivo, el mismo sábado de la desaparición, el doctor Horacio Martínez, letrado de la firma José Minetti, recibió una llamada con fines extorsivos donde se pedían 4 mil pesos de rescate. Dato que dio a conocer al día siguiente cuando se entrevistó con el jefe de la División Investigaciones, Daniel Maldonado, en el departamento central de policía cito en el Cabildo de la ciudad. Al momento de aportar estos datos para la investigación en curso se encontraba presente el gobernador Amadeo Sabattini, quien se acerco hasta la dependencia, preocupado por la información leída en los diarios.
Acaso la otra pista "firme" con respecto a la posibilidad del secuestro fue una serie de mensajes anónimos que condujo al padre de Martita, el 19 de diciembre, hasta Rosario, donde pago un rescate de 10 mil pesos a una persona de apellido Vázquez. Con la intervención de la policía, se demostró que solo era una falsa pista, siendo el sujeto detenido inmediatamente.

#### La venganza personal
Fue la hipótesis más débil, desde el inicio de las investigaciones. Sin embargo, aunque la familia parecía no ser el blanco de enconos ni enemistades personales, primeramente se investigó a un tío, hermano del padre; a un primo de la madre, que se encontraba casualmente en la ciudad y a una mujer llamada Amelia Casaux de Risler, que hace un tiempo atrás había manifestado que se vengaría de la familia, aunque nunca trascendió los motivos de tal advertencia. En todos los casos, la policía les mantuvo vigilados. Y en el último caso, con una fisonomía que coincidía con la mujer de rubio tan buscada, la misma llegó a estar procesada.

#### El abuso sexual
Desde la recepción de la denuncia, la investigación policial, una vez tomo crédito de que la menor no se distrajo jugando, y que no se encontraba en el domicilio de alguna amiga o compañera, ni era artífice de broma o travesura alguna, y descartada la idea de un accidente posterior a haber revisado las orillas del río primero y la cañada (dos cursos de agua distintivos de la ciudad) condujo las pesquisas con base en la hipótesis de un rapto por motivos sexuales. En las primeras horas de búsqueda la policía reviso los lugares usuales: depósitos, sitios baldíos, casas abandonadas, personas del bajo mundo, casas precarias etc. Incluso la maestra, algunos compañeritos y 7 choferes que habitualmente detenían su coche frente al colegio donde asistía Martita, fueron interrogados. De este modo pudieron saber que había un guarda de tranvía que siempre dispensaba atenciones a la menor, por lo cual la policía estaba interesada en identificarlo. Y en todos los casos, las investigaciones se centraban en un hombre, en compañía de una menor. Por ello también es que algunos de los testigos que aportaban elementos para la investigación de la causa terminaban demorados o presos. Es el caso del puestero de diarios y revistas, Manuel Cardozo. El mismo fue detenido luego de dar su declaración, por motivos que no trascendieron.
La temprana declaración de un niño de 7 años, luego de otro niño de 12 años y la espontánea presentación de un empleado de Obras Sanitarias, más la declaración de una prostituta,  darían un rumbo decisivo a la investigación. Marta Ofelia Stutz habría sido víctima de un depravado. 

## La principal hipótesis: el rapto y el abuso
Rápidamente los primeros testimonios habrían de monopolizar las investigaciones policiales: "la voiturette fantasma", "la mujer de rubio" y "el vampiro de Córdoba" serían las claves de una búsqueda y de una investigación de la que habló todo un país. 

#### La voiturette fantasma
A las 00 horas del domingo 20 de noviembre de 1938 el segundo jefe de la División Investigaciones, Plutarco Carceglia partió en dirección hacia Río Ceballos en busca de una voiturette Ford o Chevrolet modelo 1937 de color verde oliva que estaría siendo conducido por un sujeto de tez morocha, de unos 30 años aproximadamente, de cuerpo ancho, alto, con traje oscuro y sombrero gris. Con el correr de los días, la prensa la llamaría "voiturette fantasma" por la cantidad de avistamientos y lugares por donde se la vio, que hizo que diversas partidas policiales corrieran tras persecuciones que terminaban con saldo negativo.

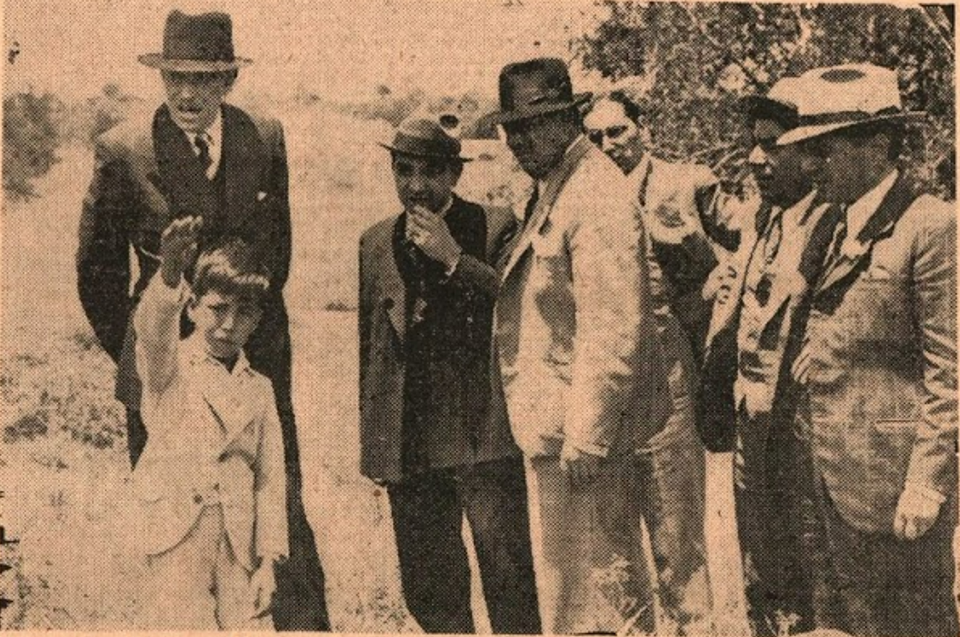
Hugo Gomez, testigo de 8 años, indicando a la partida policial para donde se dirigió el vehículo intensamente buscado.

Horas antes un niño de 7 años dio un testimonio clave. Primeramente a los padres de la menor, en la casa familiar de la calle Galán 323 y luego a la policía. Comento, que mientras jugaba en la zona de las lomadas en B° Villa Cabrera, observo como se detenía por unos momentos, un automóvil estilo voiturette gris o verde, pudiendo observar a un hombre algo corpulento forcejeando en su interior con una niña de tes muy blanca. Un día después, un segundo menor, Antonio Cobos, de 12 años, dio un testimonio similar.
Estos testimonios permitieron la detención de Domingo Sabattino, quien luego de una corta persecución de 1 km, fue detenido por el oficial Eduardo Ceballos. En dependencias policiales se determinó que era italiano, de 38 años, quien estuvo sospechado en el asalto y asesinato de Mauvecin Ferrer, un empleado municipal, pero de la cual logró salir sin condena. Contrabandista menor de bebidas alcohólicas y de cigarrillos y con algunas cuentas pendientes en la justicia santafesina, fue un sospechoso ideal para la línea investigativa.
No obstante su detención, diversas partidas policiales siguieron persiguiendo la pista de la voiturette fantasma, por Santiago, La Rioja, San Luis, Tucumán, y Salta.

#### La mujer de rubio
Mientras la policía desde el minuto cero del día domingo 20 de noviembre fue en persecución de la voiturette fantasma y sumaba partidas policiales en distintas provincias, otro testimonio, clave para el curso que tomó la investigación,  fue la que dio Domingo Horacio Flores, peón de Obras Sanitarias de la Nación. El lunes 21 de noviembre declaró que estando parado en la esquina de Castro Barros y Brandsen vio a una mujer de cabello rubio con un vestido estampado gris o floreado, de seda, mangas cortas, con zapatos de gamuza, con una cartera negra en sus manos, y un papel enrollado en la otra, viniendo por calle Brandsen. La misma tendría ojos verdes, ojeras artificiales, de cutis blanco o moreno, con cierto aire español. Y que luego vio a una niña con una revista en la mano, cruzando la calle y evitando un charco. Que la mujer de blanco le habría hablado, y que la niña algo le respondió, y luego la mujer se dirigió por detrás de la menor. Tal declaración dirigió la investigación en la búsqueda de la misteriosa mujer de rubio. Según reseña Esteban Domina en su libro "La misteriosa desaparición de Martita Stutz" a causa de esta búsqueda, las mujeres con cabellera rubia, desistieron de salir, o bien optaban por teñirse el pelo.

#### De rabdomantes y astrólogos
Uno de los detalles llamativos de la investigación judicial liderada por el juez del crimen Wenceslao Achával, fue la obligada convivencia de las pesquisas policiales con la presencia de rabdomantes, adivinos y astrólogos. En ese sentido la publicación del diario Los Principios del día 28 de noviembre muestra en sus subtítulos como rabdomantes y adivinos intervienen en la investigación "Estaría en el centro de la ciudad. El rabdomante conocía a la niñita Martha Ofelia y es amigo de la familia de la misma."
A tal punto llegó esto que el juez permitió la incorporación de un astrologo proveniente de Buenos Aires. Se trata de Lucio G.L. Berto quien habrá de hacer imposición de manos sobre el expediente y a diseñar cartas astrales de todos los sospechosos que se van sumando a la causa. Al respecto el diario Crítica comentó en su momento, en un titular: "Como los antiguos caldeos, el juez Achával emplea la astrología para resolver un crimen".

#### El Testimonio de Laura Fonseca
Otro testimonio clave para la investigación fue el aportado por la prostituta Laura Fonseca. Con ella se introduce el nombre más importante de la investigación que lleva a la detención de Antonio Suarez Zabala principal imputado de la causa judicial. 
Laura Fonseca narró ante la policía, 3 o 4 días después de la desaparición de Marta, que ese sábado 19 de noviembre este la abordó en Alta Córdoba, parada habitual de ella. Una vez en su auto se dirigieron hacia camino de las Pajas Blancas, ubicado al norte de la ciudad (y donde el niño Gomez vio al auto que se daba en fuga) y que luego de una discusión, desistió de mantener relaciones con ella. Pero lo importante del testimonio es que mientras se dirigían hacia ese paraje él le pidió si podía conseguirle una niña, de no más de 12 años y que si así lo hacia la recompensaría muy bien. Luego de la discusión, y una vez descendida del vehículo, el hombre partió en dirección hacia calle Soldado Ruiz, una de las calles principales de Pueblo San Martin.
La Policía mantuvo en las sombras este dato, y comisionó al oficial Santillán para que vigilara al sospechoso y diera cuenta de todas sus acciones. Recién el domingo 27 de noviembre fue detenido, por primera vez. Increíblemente se lo dejó salir bajo palabra, y al no regresar fue detenido nuevamente el lunes 28. El diario Los Principios informa de esta detención, el día 29, sin dar su nombre. A pesar de la declaración ofrecida el domingo 20 de noviembre, de la detención realizada el día 27 de noviembre, su nombre se mantuvo en reserva hasta los primeros días de diciembre. 

#### Antonio Suarez Zabala

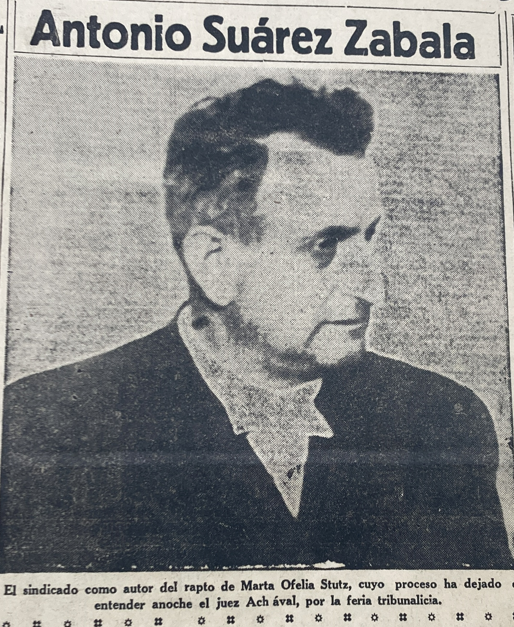
Antonio Suarez Zabala, principal acusado en la causa judicial por la desaparición de Marta Ofelia Stutz

La institución policial se demoró en dar a conocer a la sociedad cordobesa a la persona que estuvieron vigilando desde el testimonio de Laura Fonseca. Antonio Suarez Zabala era perito agrónomo, aunque se solían referir a él como ingeniero. Con 48 años, casado y dos hijos con los que residía en la calle 24 de septiembre en Pueblo General Paz. Al momento del hecho que se le imputó hacia 10 años que vivía en la ciudad de Córdoba. Anteriormente estuvo en las ciudades de La Plata, Mendoza y San Juan, donde ejerció como maestro de escuela.
Era hermano de Francisco Suarez Zabala, empresario farmacéutico creador de Geniol, un analgésico, con el que amasó una fortuna, quien además habría sido uno de los aportantes en la campana del gobernador Amadeo Sabattini. Quizás sea esta relación lo que explique que su defensa fuera asumida por el prestigioso abogado Deodoro Roca,
Dueño de un Chevrolet sedan verde, y vistiendo un traje gris, fue visto en las inmediaciones del lugar, en el día y la hora que desapareció la menor. Estuvo muy complicado por no poder precisar sus movimientos en el día de la desaparición. Y el testimonio de Laura Fonseca, primero, y de María Rivadero, después más su perfil psicológico y su costumbres licenciosas lo complicaron haciendo de él lo que los diarios denominaron "El vampiro de Córdoba".

#### Los Barrientos
El diario La Orden informó en su publicación del día 13 de diciembre que fue allanado un domicilio en el pasaje la Rioja (actual pasaje Arsenio Leiva) en el que vivían José Bautista Barrientos, guardia tranviario y Carmen Rocha, su esposa, quien tiraba las cartas y era partera no diplomada, es decir que ejercía ilegalmente la medicina. Por la denuncia de una vecina, hasta allí llegó la policía, quienes al hacer una revisión encontraron tierra removida que les obligó a cavar, para encontrarse con un colchón que tenía manchas de lo que podría ser sangre. Al mismo tiempo La Prensa en su edición del mismo día amplió el testimonio de la vecina quien vio ingresar sospechosamente a una mujer con una menor. Y que luego se vio a Barrientos retirando una bolsa, que despedía mal olor, y cargándola a un automóvil. Por todo ello José fue detenido y llevado a la dependencia policial. En declaraciones muy contradictorias, en las que cambio varias veces de versión, admitió tener a la niña en su casa, ignorando de que se trataba de la menor buscada. No tardo en involucrar a Suarez Zabala, diciendo que este la trajo en mal estado, para que su mujer la curara y cuidara. Al respecto dijo que la niña llegó con fiebre y dolores. Aunque en algún momento su testimonio mutó a una herida en la cabeza. En uno de sus relatos refiere que la niña murió, y que bajo engaños, la cargo en el automóvil de un vecino,  Humberto Vidoni, dueño de unos hornos de ladrillos. Allí habría terminado el cuerpo de la menor que fue incinerado. Su confesión culminó con el secuestro del vehículo, la detención de Humberto Vidoni, y la revisión de los hornos donde se encontraron huesos que fueron enviados para análisis. Al respecto el diario La Prensa reseñó lo siguiente:
En prosecución de esa pista a la que ayer, como informamos, se dio significativa importancia, al extremo de que reino gran optimismo, al extremo de que reinó gran optimismo entre los directores de la investigación, se cumplieron hoy diversos procedimientos, uno de los cuales consistió en el allanamiento de una casa vecina al domicilio del guarda de tranvías Barrientos, finca en la cual fue encontrado un automóvil en cuyo interior aparecieron manchas al parecer de sangre humana.
El vehículo de referencia por varios vecinos del lugar como el mismo o muy parecido automóvil en el cual se retiró de la casa de Barrientos una bolsa que despedía mal olor. 

El propietario del vehículo resultó ser Humberto Vidoni quien ha sido preventivamente detenido y permanece rigurosamente incomunicado en el departamento de policía donde es sometido a diversos interrogatorios. 

#### Humberto Vidoni
Humberto Vidoni era miembro del partido demócrata. Seguidor de Agustín Cámara, contrincante político del gobernador Amadeo Sabattini, el mayor de sus hermanos, y tras el fallecimiento de su padre fue quien se hizo cargo del negocio familiar manejando la fábrica de ladrillos. De vida sencilla y de buena reputación con su vecinos, fue señalado como cómplice por su vecino, José Barrientos. A la confesión del tranviario, la policía intento conseguir la confesión del mismo para avalar los dichos del primero. Consecuencia de ello fue ingresado el día 19 al hospital San Roque con múltiples fracturas en las costillas y hemotórax derecho, además de hematomas varios.
Mientras Vidoni luchaba por su vida en una cama del policlínico policial, José Barrientos cambiaba su declaración inicial, aduciendo que confeso la muerte de la menor obligado por las sesiones de tortura. En su nueva versión la niña no había sido llevada muerta a los hornos de ladrillo, sino que retirada por Antonio Suarez Zabala, con vida. A causa de ello, el juez de la causa dictaba la falta de méritos de Humberto Vidoni, ordenando su libertad. Este jamás salió de la internación. Falleció el día 25 de diciembre de 1938.  A causa de ello 2 policías y un funcionario judicial fueron apartados y procesados. Posteriormente, los análisis sobre los restos encontrados en los hornos descartaron que fueran de una menor, acaso siquiera restos humanos.

#### María Rivadero
María Rivadero, era una interna, huérfana de 17 años, mamá soltera desde los 13 años, del Asilo y Correccional de Menores del Buen Pastor que huyó de los servicios domésticos que prestaba como un servicio comunitario, en el domicilio cito en calle San Martin 331 de Elsa Angeli de Oliveiro. Detenida días después se excuso de que la dueña de la casa quería ingresarla en una casa de citas. Y también que en esa casa había escuchado conversaciones ligadas a la desaparición de Marta Ofelia Stutz. Llegando a oídos de los investigadores, la misma fue interrogada, ubicando a Suarez Zabala en días que se suponía detenido, a Amelia Casaux de Risler y a Angélica Mey Carranza hablando de la menor y de su estado grave de salud, en una casa en Arguello. Todo esto puede leerse en la publicación del diario Los Principios del día 19 de diciembre de 1938.
Su testimonio agravó la situación del acusado. Lo ubicó en una escena donde se probaba que este se conocía con Risler, sospechada por su encono con la madre de Marta, y cuyo parecido se ajustaba a la descripción que dio el empleado de Obras sanitarias sobre la mujer de rubio, y vinculándola con Mey Carranza que ya había sido demorada por la policía con anterioridad. Y además de todo, ponía sobre el tapete que Suarez Zabala salió, estando encerrado, cosa que efectivamente sucedió cuando apenas se le detuvo, pero que hasta entonces no había tomado estado público. 

#### El intento de linchamiento
La primera declaración dada a conocer a la prensa, de José Barrientos fue ampliamente difundida por los periódicos locales. En ella se dio cuenta de la muerte de la menor. Lo que provocó una airada reacción de quienes se agolpaban en busca de noticias buscando linchar a los acusados. Incluso el domicilio del propio Deodoro Roca fue víctima del vandalismo, lo que derivó en la renuncia de su patrocinio legal.

#### La interpelación
Las irregularidades de la investigación fueron objeto de interpelación por parte del partido demócrata, opositor al gobierno radical de Amadeo Sabattini. La muerte de uno de sus correligionarios, Humberto Vidoni, era una afrenta que aprovecharon para minar la popularidad del gobernador. Por ello el 26 de diciembre solicitaron la comparecencia del ministro de gobierno Doctor del Castillo quien ese mismo día se presentó y respondió a las preguntas de la oposición. Ambas facciones se cruzaron con acusaciones. Los demócratas haciendo foco en el actuar policial, los "beneficios" dado a Suarez Zabala, y los apremios ilegales. Mientras que el oficialismo hizo foco en la actuación del juez del crimen, nombrado en su momento cuando los demócratas eran gobierno, recordando que hasta los astrólogos metían mano en el expediente.

## La elevación a juicio
Carmen Moya de Barrientos logró salir brevemente bajo palabra antes de que se terminara 1938, el 28 de diciembre. Gracias a un acuerdo con la parte acusadora, la familia Stutz. Ella prometió encontrar a la menor y los padres bajo la esperanza de poder saber que pasaba con su hija accedieron a que se la liberara bajo fianza. Ese ardid que tuvo por fin el poder recuperar la libertad no duro mucho tiempo. Tan pronto la familia Stutz quien se encargó de la fianza, y de darle un lugar donde pernoctar se dieron cuenta de que dicha mujer no tenía idea del paradero de la niña, resolvieron instruir a su abogado el Dr. Vizcaya para que la misma volviera a detención. Junto con la feria el juez del crimen Wenceslao pidió licencia. Asumiendo lo que quedaba de la etapa sumarial el juez Vélez Moricondi. Posterior a la feria judicial de 1938 /1939 las novedades parecieron caer en un círculo vicioso. José Barrientos habría de cambiar su declaración un par de veces más. Su esposa mantuvo la cautela en cuanto a las afirmaciones. Y Suarez Zabala manteniendo su pedido de inocencia.
En abril de 1939 la etapa sumarial terminó. La defensa asumida nuevamente por Deodoro Roca se dedicó a recusar a todos los jueces disponibles del fuero penal. Y es así como en 1941, luego de más de 2 años, la causa llegó a cargo del doctor Antonio Ávalos del juzgado de 4° nominación en lo civil y comercial. quien estuvo encargado del fallo en primera instancia

## El fallo
El sábado 12 de julio de 1941 se dio a conocer la sentencia. Al momento del fallo había cinco personas procesadas: Amelia Casaux de Risler, Domingo Sabattino, Jose B. Barrientos, Carmen Moya de Barrientos y Antonio Suarez Zabala. Los fallos para cada uno de los imputados fue la siguiente:
- Amelia Casaux de Risler: absuelta
- Domingo Sabattino: Culpable. Por el delito de privación ilegítima de la libertad. Se le impuso una condena de seis años y medio de prisión.
- José Bautista Barrientos: Culpable. Por el delito de privación ilegítima de la libertad. Condena de ocho años de prisión.
- Carmen Moya de Barrientos: Culpable. Por el delito de privación ilegítima de la libertad más ejercicio ilegal de la medicina. Condena de ocho años de prisión.
- Antonio Suárez Zabala: Culpable. Por rapto y violación. Diecisiete años de violación.

A los cuatro personas culpables se les impuso, además, el abonar un resarcimiento de 50 mil pesos más las costas procesales.
En la valoración de las investigaciones, este fallo concluyó que no habiendo cuerpo no se puede hablar de asesinato. Pero si estaba probado el rapto y el abuso. Domingo Sabattino habría operado el secuestro. Suárez Zabala fue quien retuvo a la menor a los fines del acceso carnal. Y que finalmente el matrimonio Barrientos fue quien retuvo a la menor en su casa. En cuanto que paso allí? no se atreven a aventurarlo. Se descarta todo lo atinente a la cremación en los hornos de Humberto Vidoni, pues los restos encontrados no se probó que fueran humanos, y además los testimonios recogidos fueron sin autoridad judicial competente y muy probablemente conseguidos con apremios ilegales.

## La apelación
La causa judicial llegó a instancia de apelación. El 30 de diciembre de 1942 en fallo dividido con el voto de Antonio de la Rúa (padre del futuro presidente argentino) que confirmó la culpabilidad, pero con el voto en desacuerdo de los camaristas Alfredo Vélez Moriconde y Jorge Díaz los acusados condenados en el fallo de primera instancia fueron declarados inocentes y todos ellos recuperaron la libertad.
Temeroso de las repercusiones, a diferencia del resto de los presos, Sabattino y el matrimonio Barrientos, un debilitado y deprimido Antonio Suárez Zabala, aun con las heridas de su intento de suicidio apenas unos días antes, esperó para recuperar su libertad. El 6 de enero de 1943 recuperó su libertad y junto con su esposa y sus dos hijos se marchó hasta una estancia en Las Acequias, en el departamento Río Cuarto. Para luego tomar como destino final Chile.

## Impacto cultural
Al día de la fecha el caso Marta Ofelia Stutz se mantiene en la memoria colectiva de la sociedad cordobesa y argentina. Por generaciones las madres tomaron el caso como ejemplo de que podía pasarle a los niños que desobedecían el mandato de alejarse de la casa. A la fecha se han escrito varios libros que recuerdan el caso Stutz, a saber:
- Marta Ofelia y otros cuentos de fantasmas. Libro. Publicación del año 1944 publicado a través de ediciones Penca, autoría del religioso Leonardo Castellani.[53]
- Marta Stutz. Obra teatral. Autoría de Javier Daulte quien la estrena en 1997 en el Teatro General San Martin. Posteriormente la obra es llevada a escena como Martita En El País De Las Maravillas.[54] La hermana de Marta, Susana Stutz quien habría presenciado la obra se inspiro para escribir el cuento "El rito".[55]
- Emboscada y otros cuentos. Libro. Publicación del año 1998, autoría de Susana Stutz, hermana de Marta, publicado a través de Op Oloop Ediciones. En esta publicación están incluido dos cuentos que tratan sobre la desaparición de su hermana.[56][57]

En julio de 2024, Claudia y Marcela Revelli Stutz (hijas de Susana Stutz) y Graciela y Daniel Stutz (hijos de Jorge Stutz) fueron recibidos por el presidente del Tribunal Superior de Justicia (TSJ), Luis E. Angulo. En esta oportunidad, la familia entregó a modo de donación el fondo documental que la familia colectó desde el momento de la desaparición de Marta. Integradas por revistas, fotos, cartas anónimas, escritos de los padres de Marta, es la intención de la familia que la misma sean para estudio, divulgación y memoria.